# تیم ملی فوتبال پالائو
تیم ملی فوتبال پالائو نماینده پالائو در فوتبال بین‌المللی است. این تیم به فیفا یا یک کنفدراسیون محلی وابسته نیست. این تیم بازی‌های خانگی خود را در ورزشگاه دو و میدانی پی‌سی‌سی در شهر کورور سیتی انجام می‌دهد. در حال حاضر این تیم از نظر سیستم رتبه بندی الو بدترین تیم ملی جهان است.

## تاریخچه
پالائو در سال ۱۹۹۸ میزبانی بازی‌های میکرونزی را بر عهده داشت و در آن شرکت کرد و در آن به مقام سوم دست یافت. در این مسابقات تیم‌ها ۹ نفره بودند و مسابقات ۸۰ دقیقه بود و در زمینی کم‌استاندارد برگزار می‌شد. علاوه بر تیم اول خود، پالائو همچنین تیمی متشکل از بنگلادشی‌های ساکن در جزیره را به میدان فرستاد. آنها در بازی‌های میکرونزی ۲۰۱۴ به فینال رسیدند، جایی که سفر تیم تا حدی توسط سرمایه‌گذاری جمعیت اینترنتی پوشش داده شد.

## حضور بین‌المللی

### در بازی‌های میکرونزی
| بازی‌های میکرونزی | بازی‌های میکرونزی | بازی‌های میکرونزی | بازی‌های میکرونزی | بازی‌های میکرونزی | بازی‌های میکرونزی | بازی‌های میکرونزی | بازی‌های میکرونزی |             |
| سال              | رتبه             | بازی             | برد              | تساوی            | باخت             | گ.ز.             | گ.خ.             |             |
| ---------------- | ---------------- | ---------------- | ---------------- | ---------------- | ---------------- | ---------------- | ---------------- | ----------- |
| ۱۹۹۸             | مقام سوم         | ۶                | ۳                | ۰                | ۳                | ۲۶               | ۴۰               |             |
| ۲۰۰۱             | شرکت نکرد        | شرکت نکرد        | شرکت نکرد        | شرکت نکرد        | شرکت نکرد        | شرکت نکرد        | شرکت نکرد        | شرکت نکرد   |
| ۲۰۱۴             | نایب قهرمان      | ۴                | ۱                | ۱                | ۲                | ۹                | ۸                |             |
| ۲۰۱۸             | مقام سوم         | ۴                | ۱                | ۰                | ۳                | ۴                | ۵                |             |
| ۲۰۲۳             | برگزار نشده      | برگزار نشده      | برگزار نشده      | برگزار نشده      | برگزار نشده      | برگزار نشده      | برگزار نشده      | برگزار نشده |
| ۲۰۲۶             |                  |                  |                  |                  |                  |                  |                  |             |
| مجموع            | نایب قهرمان      | ۱۴               | ۵                | ۱                | ۸                | ۳۹               | ۵۳               |             |

### در جام ملت‌های اقیانوسیه
| جام ملت‌های اقیانوسیه | جام ملت‌های اقیانوسیه | جام ملت‌های اقیانوسیه | جام ملت‌های اقیانوسیه | جام ملت‌های اقیانوسیه | جام ملت‌های اقیانوسیه | جام ملت‌های اقیانوسیه | جام ملت‌های اقیانوسیه | جام ملت‌های اقیانوسیه |
| سال                  | نتیجه                | رتبه                 | بازی                 | برد                  | تساوی                | باخت                 | گ.ز.                 | گ.خ.                 |
| -------------------- | -------------------- | -------------------- | -------------------- | -------------------- | -------------------- | -------------------- | -------------------- | -------------------- |
| ۱۹۷۳                 | عضو اواف‌سی نبود      | عضو اواف‌سی نبود      | عضو اواف‌سی نبود      | عضو اواف‌سی نبود      | عضو اواف‌سی نبود      | عضو اواف‌سی نبود      | عضو اواف‌سی نبود      | عضو اواف‌سی نبود      |
| ۱۹۸۰                 | عضو اواف‌سی نبود      | عضو اواف‌سی نبود      | عضو اواف‌سی نبود      | عضو اواف‌سی نبود      | عضو اواف‌سی نبود      | عضو اواف‌سی نبود      | عضو اواف‌سی نبود      | عضو اواف‌سی نبود      |
| ۱۹۹۶                 | عضو اواف‌سی نبود      | عضو اواف‌سی نبود      | عضو اواف‌سی نبود      | عضو اواف‌سی نبود      | عضو اواف‌سی نبود      | عضو اواف‌سی نبود      | عضو اواف‌سی نبود      | عضو اواف‌سی نبود      |
| ۱۹۹۸                 | عضو اواف‌سی نبود      | عضو اواف‌سی نبود      | عضو اواف‌سی نبود      | عضو اواف‌سی نبود      | عضو اواف‌سی نبود      | عضو اواف‌سی نبود      | عضو اواف‌سی نبود      | عضو اواف‌سی نبود      |
| ۲۰۰۰                 | عضو اواف‌سی نبود      | عضو اواف‌سی نبود      | عضو اواف‌سی نبود      | عضو اواف‌سی نبود      | عضو اواف‌سی نبود      | عضو اواف‌سی نبود      | عضو اواف‌سی نبود      | عضو اواف‌سی نبود      |
| ۲۰۰۲                 | عضو اواف‌سی نبود      | عضو اواف‌سی نبود      | عضو اواف‌سی نبود      | عضو اواف‌سی نبود      | عضو اواف‌سی نبود      | عضو اواف‌سی نبود      | عضو اواف‌سی نبود      | عضو اواف‌سی نبود      |
| ۲۰۰۴                 | عضو اواف‌سی نبود      | عضو اواف‌سی نبود      | عضو اواف‌سی نبود      | عضو اواف‌سی نبود      | عضو اواف‌سی نبود      | عضو اواف‌سی نبود      | عضو اواف‌سی نبود      | عضو اواف‌سی نبود      |
| ۲۰۰۸                 | شرکت                 | شرکت                 | شرکت                 | شرکت                 | شرکت                 | شرکت                 | شرکت                 | شرکت                 |
| ۲۰۱۲                 | عضو اواف‌سی نبود      | عضو اواف‌سی نبود      | عضو اواف‌سی نبود      | عضو اواف‌سی نبود      | عضو اواف‌سی نبود      | عضو اواف‌سی نبود      | عضو اواف‌سی نبود      | عضو اواف‌سی نبود      |
| ۲۰۱۶                 | عضو اواف‌سی نبود      | عضو اواف‌سی نبود      | عضو اواف‌سی نبود      | عضو اواف‌سی نبود      | عضو اواف‌سی نبود      | عضو اواف‌سی نبود      | عضو اواف‌سی نبود      | عضو اواف‌سی نبود      |
| ۲۰۲۰                 | کنسل شد              | کنسل شد              | کنسل شد              | کنسل شد              | کنسل شد              | کنسل شد              | کنسل شد              | کنسل شد              |
| مجموع                |                      | ۰/۱                  | ۰                    | ۰                    | ۰                    | ۰                    | ۰                    | ۰                    |